# Erich Haack
Erich Haack (* 7. März 1904 in Metz; † 1. März 1968) war ein deutscher Chemiker.
Haack studierte Chemie und promovierte 1928 an der Universität Bonn mit der Dissertation Über die Konstitution halochromer Verbindungen. Später arbeitete er im Bereich der industriellen Wirkstoffforschung vor allem auf dem Gebiet der Antidiabetika. 1939 entwickelte er bei der Arzneimittelfirma von Heyden in Radebeul mit dem Wirkstoff Sulfacarbamid das erste Sulfonylharnstoff-Medikament, das 1943 als Euvernil auf den Markt kam und auch noch in den 1950er Jahren von der Aktiengesellschaft Chemische Fabrik von Heyden in München, deren Anfänge auf das Jahr 1874 zurückgehen, vertrieben wurde. Er leitete die Forschung der Chemischen Fabrik von Heyden, wo er seine ersten Erkenntnisse über Sulfonylharnstoffe als Sulfonamide mit hypoglykämischer Nebenwirkung erworben hatte, verließ aber 1952 die DDR. Ab 1953 war er bei C. F. Boehringer & Söhne in Mannheim, wo er später Geschäftsführer und Forschungsleiter wurde. Ab 1967 hatte er eine Honorarprofessur an der Universität Heidelberg inne.
Dass bestimmte Sulfonamide den Blutzuckerspiegel senken (Hypoglykämie) durch vermehrte Insulinausschüttung fand zuerst Auguste Loubatières in den 1930er Jahren in Montpellier. Sulfonamide wurden damals vor allem als Antibiotika untersucht. Es wurde damit auch schon in Frankreich in den 1940er Jahren Diabetes behandelt, doch fand dies in Deutschland zunächst keine Beachtung (die Arbeiten wurden aber damals von einigen Wissenschaftlern in den USA aufgenommen). Den Durchbruch fanden diese Substanzklassen als Anti-Diabetes-Mittel erst Mitte der 1950er Jahre. Haack war bei Sulfonylharnstoff-Derivaten bei der Firma von Heyden an dem aus Euvernil weiterentwickelten Antibiotikum Loranil die Blutzuckersenkung als unerwünschte Nebenwirkung aufgefallen, die allerdings durch Zuckerkonsum aufgefangen werden konnte. Trotzdem untersagte das Gesundheitsministerium der DDR 1951 die Zulassung und untersagte weitere Forschung (was ein Grund für Haack´s Weggang in den Westen war, wo er die Forschung fortsetzte). Ein von Haacks Mitarbeiter Ernst Carstens (1915–1986) synthetisiertes Carbutamid wurde von Hellmuth Kleinsorge klinischen Tests unterzogen, die er auf einer Tagung über Stoffwechselerkrankungen in Bad Homburg 1955 präsentierte und 1956 in der Medizinischen Wochenschrift darüber publizierte. Auch Karl Joachim Fuchs und sein Lehrer Hans Franke vom Auguste-Viktoria-Krankenhaus in Berlin berichteten etwa zeitgleich über solche klinischen Tests (die Testsubstanz lieferte ebenfalls Haack) und ebenso Ferdinand Bertram in Hamburg. 1956 kamen daraus hervorgegangene orale Antidiabetes-Medikamente auf den Markt, unter anderem von Boehringer in Mannheim (zunächst Oranil) und Hoechst (Rastinon) sowie Haacks alte Firma von Heyden in der DDR.

## Auszeichnungen
- 1960 Adolf-von-Baeyer-Denkmünze der Gesellschaft Deutscher Chemiker